# Luca Pellegrini (Fußballspieler, 1999)
Luca Pellegrini (* 7. März 1999 in Rom) ist ein italienischer Fußballspieler. Der linke Außenverteidiger steht bei Juventus Turin unter Vertrag und spielt leihweise bei Lazio Rom. Pellegrini war italienischer Juniorennationalspieler und debütierte 2020 in der A-Nationalmannschaft.

## Karriere

### In den Vereinsmannschaften
Pellegrini war von 2011 bis 2018 in der Jugend des AS Rom aktiv. Ende 2016, während der Saison 2016/17, stand er erstmals im Kader der Herrenmannschaft. In der Saison 2017/18 war er sporadisch Teil des Kaders, blieb allerdings weiterhin ohne Einsatz. Zu Beginn der Saison 2018/19 wurde Pellegrini offiziell in den Kader aufgenommen. Seinen ersten Profieinsatz verbuchte er am 26. September 2018 in der Serie-A-Partie gegen Frosinone Calcio. In der Hinrunde lief er drei weitere Male in der Serie A auf und absolvierte zwei Kurzeinsätze in der Champions League. Im Januar wurde er zum Ligakonkurrenten Cagliari Calcio verliehen, für den er in der Rückrunde auf zwölf Einsätze kam.
Im Sommer 2019 verpflichtete Rekordmeister Juventus Turin Pellegrini für 22 Millionen Euro, im Gegenzug wechselte Leonardo Spinazzola für 29,5 Millionen Euro von Juventus zur Roma. Mitte August wechselte Pellegrini für die Saison 2019/20 erneut auf Leihbasis zu Cagliari Calcio. Dort bestritt er 24 von 38 möglichen Ligaspielen. Ab Juli 2020 fiel er wegen einer Prellung des Fußgelenkes aus. 
Mit Ablauf der Ausleihe kehrte er in den Kader von Juventus Turin zurück. Ende September 2020 wurde eine neue Ausleihe, diesmal an den Ligakonkurrenten CFC Genua für die Saison 2020/21 vereinbart. Er bestritt 11 von 37 möglichen Spielen für Genua sowie ein Pokalspiel. Aufgrund von Oberschenkelproblemen wurde er das letzte Mal am 20. Februar 2021 eingesetzt.
Im August 2022 wechselte Pellegrini im Zuge des Transfers von Filip Kostić leihweise in die Bundesliga zu Eintracht Frankfurt. Der Vertrag war bis zum Ende der Saison 2022/23 geschlossen worden, nach 14 Pflichtspieleinsätzen, in denen der Italiener nicht die gewünschten Leistungen hatte bringen können, wurde der Leihvertrag jedoch bereits Ende Januar 2023 vorzeitig beendet. Anschließend wurde Pellegrini bis Saisonende sofort weiter an Lazio Rom verliehen.

### In den Nationalmannschaften
Pellegrini durchlief seit 2014 ab der U16-Nationalmannschaft alle U-Auswahlen Italiens. Am 11. Oktober 2018 debütierte er unter Luigi Di Biagio für die U21-Nationalmannschaft im Freundschaftsspiel gegen Belgien. Im Sommer 2019 spielte er mit der U20-Auswahl bei der U20-WM, wo die Mannschaft den vierten Platz belegte.
Am 30. August 2019 wurde Pellegrini von Roberto Mancini erstmals für die EM-Qualifikationsspiele gegen Armenien und Finnland in den Kader der A-Nationalmannschaft berufen. Sein Debüt gab er im November 2020 bei einem Testspiel gegen Estland. Seither wurde er nicht mehr berücksichtigt.